# Pere Ramon de Barcelona
Pere Ramon de Barcelona   (1040 (Gregorià) - 16 de novembre de 1071 (Gregorià)) fou fill de Ramon Berenguer I i la seva primera dona, Elisabet de Nimes, comtes de Barcelona, Girona i Osona, entre d'altres.
Com a únic fill mascle viu d'aquest primer matrimoni esdevingué l'hereu dels comtats, però veié amenaçats els seus drets per Ramon Berenguer II i Berenguer Ramon II, germans bessons fills de Ramon Berenguer I i de la seva tercera dona, Almodis de la Marca.
En un acte d'ira, assassinà la seva madrastra Almodis l'octubre de 1071. Com a càstig, el van desposseir dels seus drets successoris i el papa Gregori VII el condemnà a l'exili, durant el qual morí en lluita amb els sarraïns.